# Окситонна рима
Оксито́нна ри́ма (грец. oxýtonos — слово з наголосом на останньому складі) — співзвуччя слів у вірші, в яких наголос падає на останній склад.
Термін увів Ігор Качуровський, посилаючись на органічну властивість української мови замість вживаної у віршознавстві «чоловічої рими» (оскільки нерідко слова жіночого роду — вода, біда, орда тощо або середнього — чоло, село, крило тощо — належали до категорії «чоловічих рим»).
В українській поезії силабо-тонічного ґатунку окситонна рима чергується здебільшого з парокситонною римою, хоча трапляються випадки із суцільним окситонним римуванням:
Вже красується, мов жито, світлий сум,

Вколосилася зерном моя печаль…

Бо навік відбила сонячну красу

Молодих очей душі холодна сталь… (Лада Могилянська).
Окситонне римування збігається не тільки з окситонною клаузулою, а й із внутрішнім римуванням, де активізується цезура («Вбираються в далеку подорож, і рож не дасть мені ніхто». — Б.-І. Антонич), або внутрішнім і зовнішнім, як у леонінському вірші («Зеленіють жита, і любов одцвіта». — Володимир Сосюра; «Не сон, а сміх, і / не сміх, а осміх — / Сніг!» — Майк Йогансен тощо).